# Vigne sauvage
Sous-espèce
Classification phylogénétique
La Vigne sauvage, la Vigne des bois ou la Lambrusque(Vitis vinifera subsp. sylvestris) est une sous-espèce de liane forestière de la famille des Vitaceae. Cette sous-espèce de Vitis vinifera a une longue durée de vie et colonise les lisières forestières, mais peut aussi avoir un comportement de pionnière aux abords d’écotones forestiers (sur sols colluvions, alluviaux, cailloutis, chablis...). Les formes cultivées sont classées dans la sous-espèce Vitis vinifera subsp. vinifera (=subsp sativa Hegi).
Ce sont des lianes réputées pour pousser sur les arbres mais qui semblent également adaptées à la colonisation des grandes roches et des murs. Cette sous-espèce est considérée par nombre de spécialistes comme l’ancêtre ou le plus proche parent sauvage des vignes cultivées contemporaines et anciennes, comme le confirme la découverte de feuilles fossilisées de l’ère tertiaire et des restes archéologiques de pépins consommées par l'homme paléolithique il y a 11 000 ans. 
Il faut bien distinguer les membres de ce taxon qui n'ont jamais été cultivés, qualifiés de « lambrusques spontanées », des individus issus d'anciennes vignes cultivées puis abandonnées et qui se sont reproduits par multiplication végétative (lambrusques postculturales) ou sexuée (lambrusques subspontanées). Les "vignes sauvages" rencontrées dans certaines régions sont le plus souvent des porte-greffes ou des hybrides interspécifiques retournés à l'état naturel.

## Étymologie
Le terme de lambrusque vient du latin populaire lambrusca, altération du classique labrusca « vigne sauvage » tandis que "vigne" vient du latin vinea « vigne » qui lui-même dérive de vinum « vin ».

## Synonyme

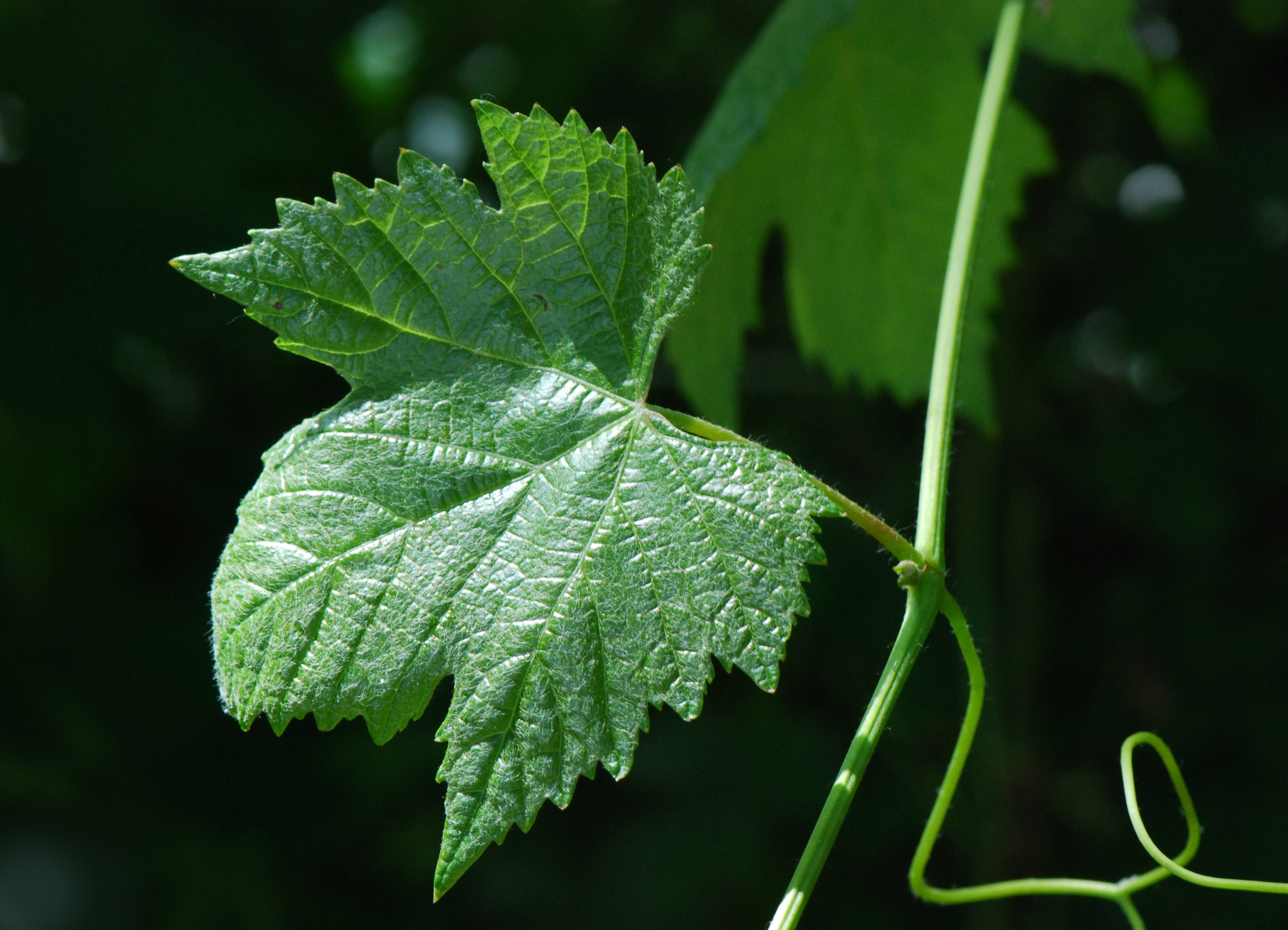
Feuille de lambrusque mâle, bord de la Charente

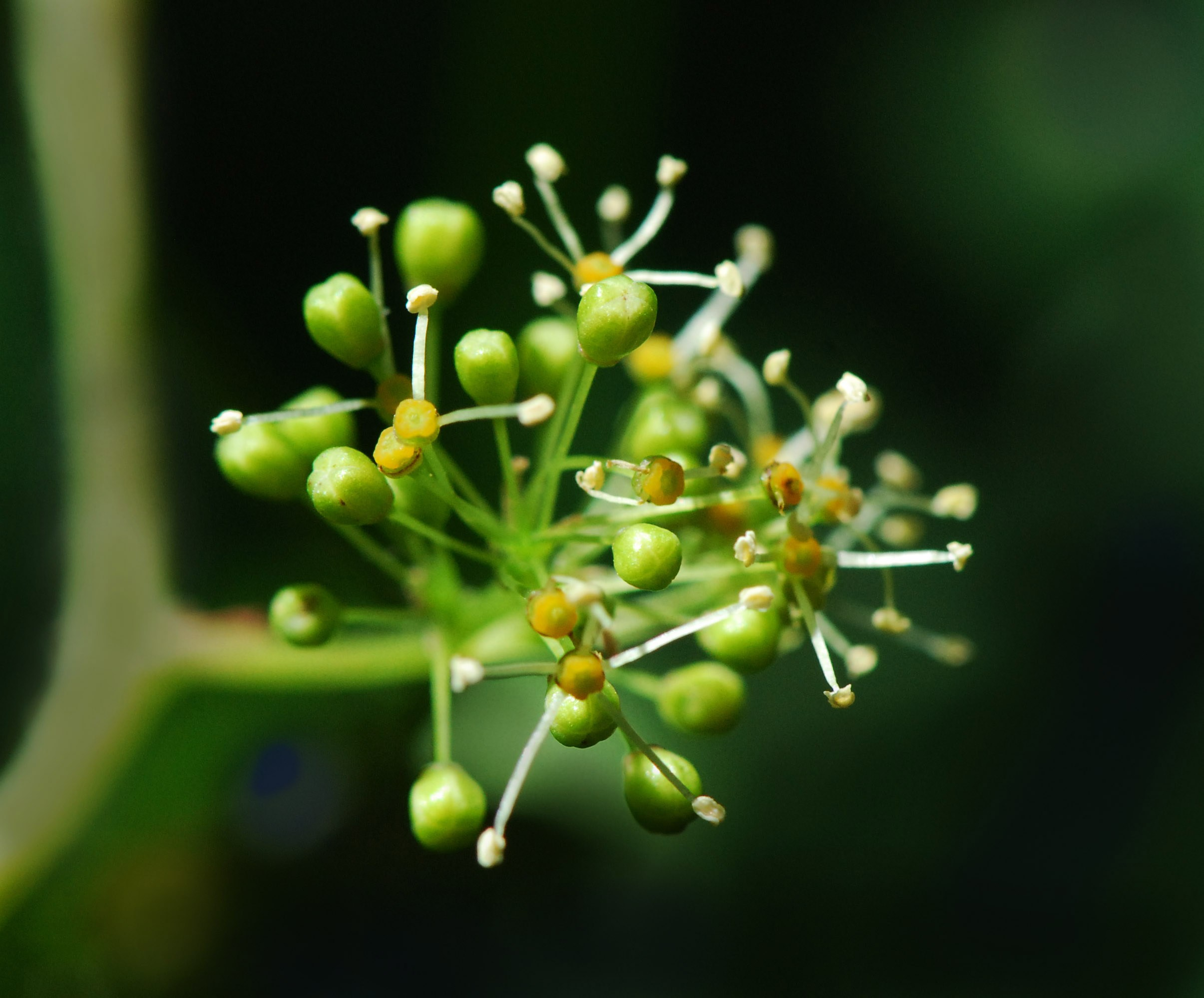
Fleur mâle de lambrusque, bord de la Charente

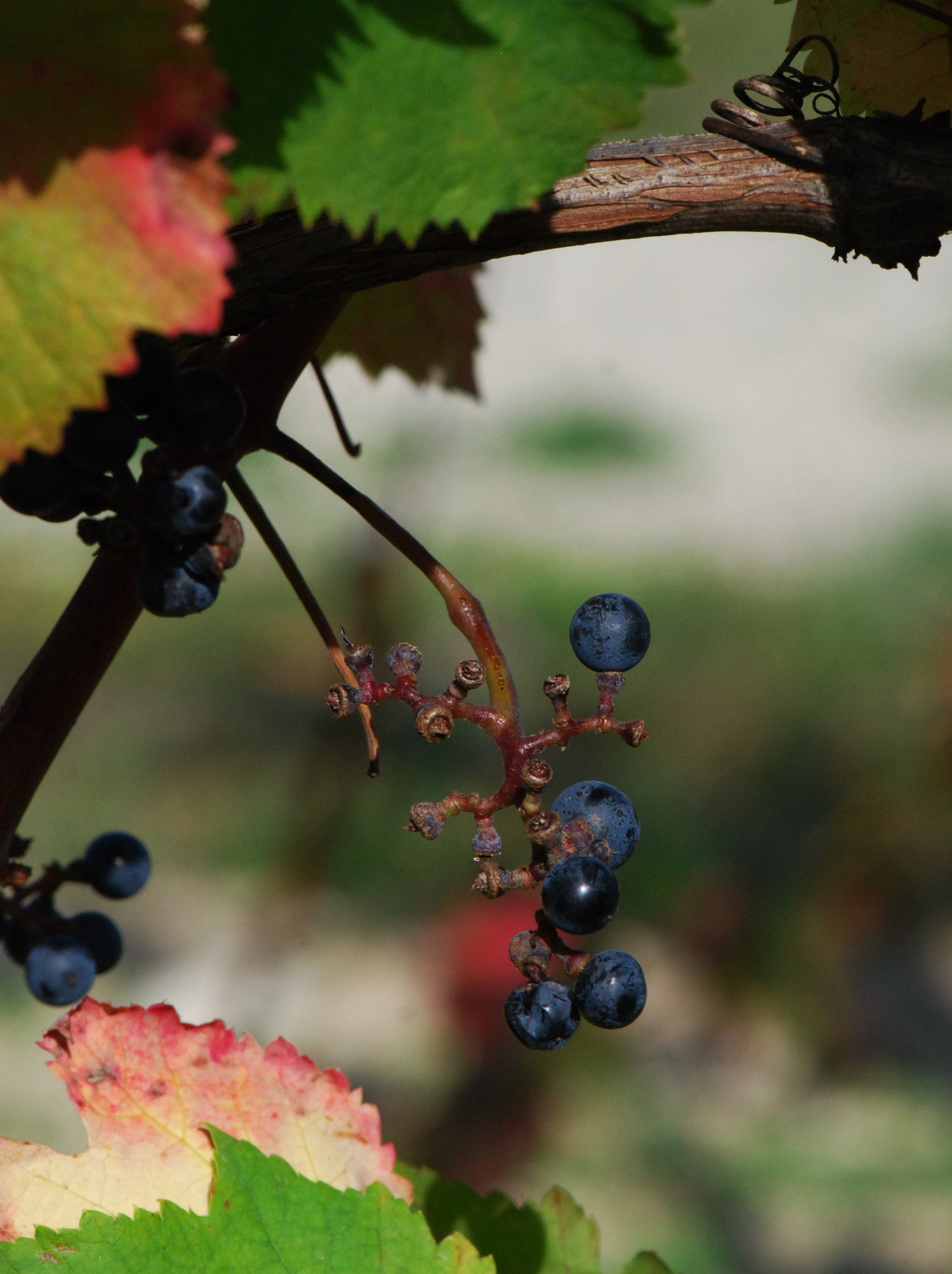
Pied femelle avec raisin, Conservatoire du Vignoble Charentais

- Vitis sylvestris (C.C.Gmel).

## Description
La lambrusque est une liane ligneuse, grimpant dans les arbres et pouvant parfois atteindre 30-40 m de longueur. Quand elle est jeune, elle rampe sur le sol à la recherche d'un arbuste sur lequel se fixer pour pouvoir grandir avec lui. 
Les feuilles sont alternes et opposées aux vrilles ou aux raisins. Elles sont palmatilobées, orbiculaires, découpées en 3 lobes bien marqués surtout sur les pieds mâles et dotées d'un grand sinus pétiolaire très ouvert.
La fleur petite, verdâtre, comprend un calice à 5 dents, 5 pétales soudés entre eux au sommet, 5 étamines opposipétales, un ovaire à 1 ou 2 loges renfermant chacune 1 ou 2 graines arrondies. C'est une plante dioïque, avec des individus mâles portant des fleurs à l'ovaire atrophié, et des individus femelles avec des étamines stériles.
Les fleurs s'épanouissent en juin. À l'anthèse, les pétales s'ouvrent par la base et se détachent comme une coiffe.
Le fruit porté par les individus femelle, est une baie de 6 mm environ, noire, pourpre, rose ou blanchâtre. Il pousse sur une thyrse communément appelée "grappe".

## Différenciation des lambrusques et des vignes cultivées

### Différences phénotypiques
Une analyse de 154 pieds de lambrusques spontanées a permis d'établir que les individus sylvestris présentent par rapport aux sativa :
- un sinus pétiolaire de la feuille plutôt ouvert à très ouvert ;
- une feuille plutôt entière, présentant 1 à 3 lobes ;
- un nombre important de dents courtes.

Les différences morphologiques concernant la fleur et le fruit sont aussi marquées, mais plus difficiles à observer car leur présence est éphémère. Outre que les « grains » (baies noires) de son raisin, uniquement présent sur les pieds femelles, sont plus petits, cette vigne diffère de la vigne cultivée par quelques autres points : 
- Bayer en 1919 notait déjà que ses fleurs sont unisexuées (mâle ou femelle, la sous-espèce est dite dioïque), alors que la sous-espèce Vitis vinifera subsp. vinifera (à l'origine du « vrai raisin de cuve ») a des fleurs bisexuées ou fonctionnellement uniquement femelle[5].
  - Les pieds mâles donnent des grappes florales atteignant parfois 20 cm, avec des fleurs dont le gynécée est atrophié mais dont le filet des étamines est bien développé, avec un pollen fertile.
  - Les pieds femelles produisent des grappes plus petites (10 cm max), de fleurs au gynécée bien développé, mais dont le filet des étamines est lui atrophié et enroulé sur lui-même. Elles produisent un pollen qui est stérile[6]).
- les fruits sont plus acides et amers que ceux du raisin de cuve
- chaque baie comporte habituellement 3 graines (ou pépins), contre 2 pour nombre de cultivars.
- Les pépins sont sphériques avec un bec court alors qu’ils sont en forme de poire avec un bec plus allongé chez le raisin cultivé.
- Le feuillage vire au rouge parmi les premiers en automne.

Selon le philosophe grec Théophraste, les racines de la vigne sauvage ont un effet échauffant, et entrent dans la préparation de cosmétiques

### Différences génétiques
L’analyse génétique portant sur des locus microsatellites permet d'observer une très nette différenciation entre les vignes cultivées et les lambrusques. Elle permet de mettre en évidence aussi une autre différenciation entre les lambrusques corses et les lambrusques continentales (Lacombe et al. 2003).
L'analyse comparée des sous-espèces silvestris et sativa a permis de mettre en évidence quelques cépages cultivés présentant de nombreuses caractéristiques de lambrusques. Il s'agit de Gros Manseng, Gewürztraminer, Arvine. Cette étude a aussi montré que les vignes cultivées françaises se rapprochent plus des lambrusques spontanées françaises que les vignes étrangères (du sud ou du centre de l’Europe).
Le génome de la Vigne sauvage a été séquencé en 2020. Ce séquençage a notamment permis de comprendre comment la mutation de sept gènes avait permis le passage d'une espèce dioïque à une espèce hermaphrodite,.

## Reproduction
Elle semble être surtout végétative. Les graines n’intervenant que rarement dans l’extension de cette plante si l’on en juge par la rareté des semis dans la nature.
Curieusement, pour passer de la strate herbacée à la strate arborescente, la jeune vigne sauvage doit trouver un jeune arbre ne dépassant pas la taille d’un arbuste, avec lequel, elle s’élèvera, semblant incapable de grimper directement sur un arbre adulte.

## Aire de distribution
Elle est mal connue avec précision dans la plupart des régions, car ayant été souvent confondue avec des vignes cultivées, y compris dans les flores et atlas. 
Dans le paléopaysage, elle a évolué au gré des glaciations et avec les impacts du déboisement par l’homme, mais on la pense autochtone mais souvent devenue très relictuelle sur les continents suivants ;
- Afrique du Nord  (Algérie, Maroc et Tunisie)
- Asie
  - Asie tempérée et moyen Orientale (Iran, Iraq, Israël, Syrie et Turquie)
  - Eurasie caucasienne (Arménie, Azerbaïdjan, Georgie, fédération de Russie et Daguestan ciscaucasien) et au Turkménistan
- Europe : « Il n’en reste aujourd’hui que quelques vestiges, la majorité d’entre elles ayant été décimées par les pathogènes introduits d’Amérique, dont le phylloxéra, et par les travaux de déforestation et d’aménagement des cours d’eau, cette liane étant considérée comme un parasite des arbres[12] ».
  - Europe centrale (Autriche, Tchécoslovaque, Allemagne, Hongrie et Suisse)
  - Europe de l’Est (Moldavie, Ukraine/Crimée)
  - Europe du Sud Est (Albanie, Bulgarie, Grèce, Italie/Sicile/Sardaigne, Roumanie et Yougoslavie)
  - Europe du Sud-Ouest (France, Espagne). On trouve le plus de lambrusques dans le piémont pyrénéen, le Languedoc et la Corse. Mais les populations sont de très faibles effectifs, en moyenne 2,4 individus par station[4]. La quasi-totalité des lambrusques sont observées à proximité des rivières ou des ruisseaux où la présence d'eau autour des racines les a protégé des dégâts occasionnés par le phylloxéra depuis la fin du XIXe siècle.

## Menaces

### Statut de protection
Cette sous-espèce est inscrite sur la liste des espèces végétales protégées sur l'ensemble du territoire français métropolitain en Annexe I. Elle est également inscrite sur la liste des espèces végétales protégées en Alsace et en Champagne-Ardenne.

### Dérive génétique
La sous-espèce a fortement régressé avec l’avancée de l’agriculture et le recul médiéval de la forêt sauvage, puis avec l'artificialisation des forêts, le drainage et la mise en culture de zones humides enforestées qui lui ont un temps servi de refuge.
Cette sous-espèce joue un rôle de réservoir de gènes qui est apparu crucial après les épisodes de phylloxera et avec l'apparition de nouvelles techniques de sélection génétique et d'« amélioration » (non transgénique ou transgénique) et pour le maintien de la diversité biologique du vignoble mondial, ou son adaptation aux chocs climatiques à venir. 
C’est pourquoi des évaluations des populations reliques de cette sous-espèce sont en cours dans plusieurs pays et continents, et des échantillons conservés dans des conservatoires et jardins botaniques, avec des prélèvement d'échantillons d'ADN mis dans des banques de gènes, protégées (comme le Natl. Germplasm Repository à Genève. C'est aussi pourquoi elle est protégée dans certains pays. En France, elle est strictement protégée et sa cueillette en milieu naturel est strictement interdite.